# RQ-6 Outrider

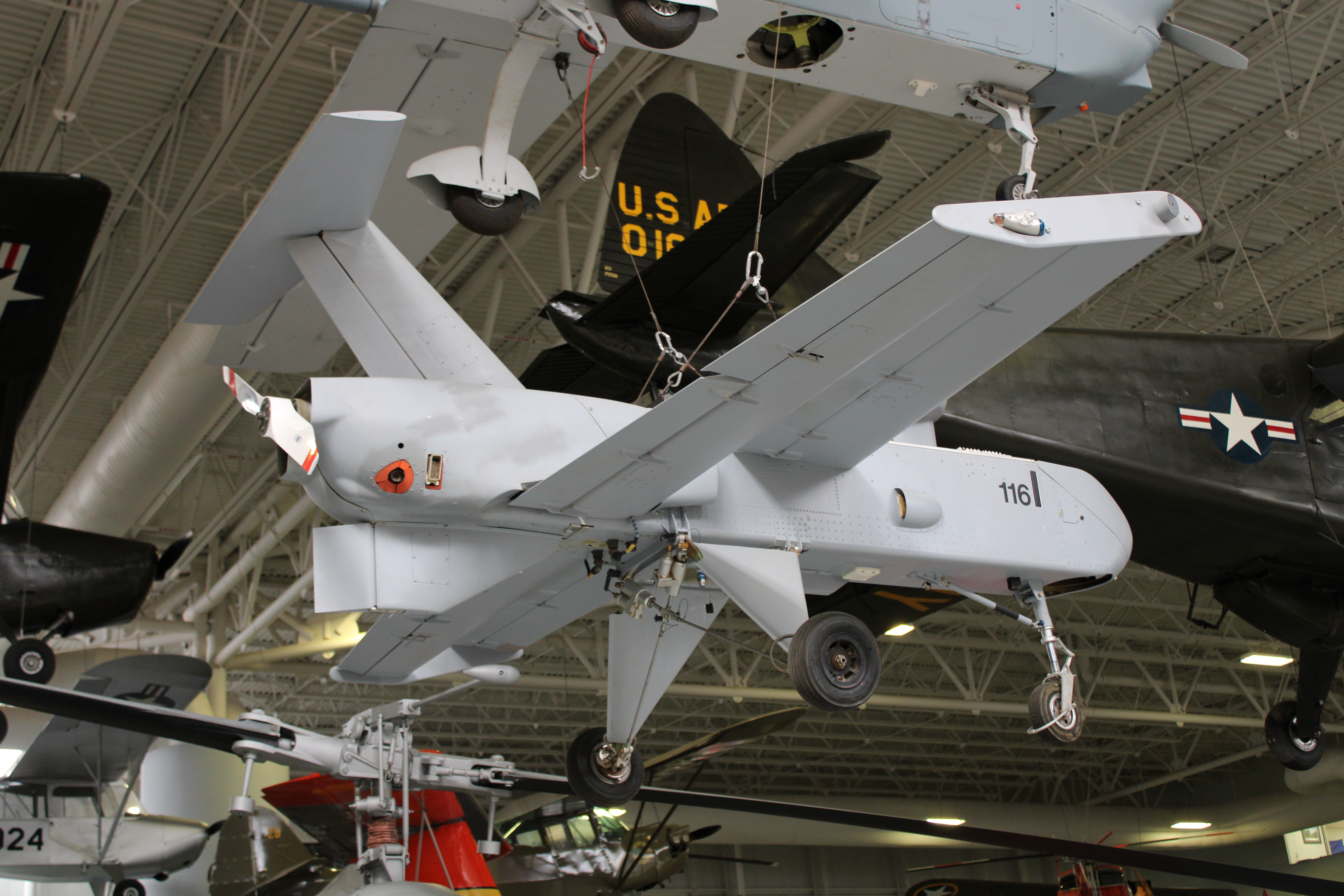
Un RQ-6A Outrider au United States Army Aviation Museum

Le RQ-6 Outrider est un système de reconnaissance développé par la firme Alliant Techsystems autour du drone Mi-Tex Hellfox.

## Origine
Le 2 mai 1996 la firme Alliant Techsystems obtient un contrat de 53 millions de dollars pour le développement d’un système de surveillance du champ de bataille et d’acquisition de cibles à courte distance destiné à fournir pratiquement en temps réel des informations sur le champ de bataille à des unités terrestres, aériennes ou amphibies. Le vecteur aérien de ce système devait être le drone Mi-Tex Hellfox, un avion sans pilote développé par la société Mission Technologies de Hondo, Texas, qui avait effectué son premier vol en décembre 1995.
Répondant à un besoin conjoint de l’US Army, de l’US Navy et de l’US Marine Corps, le système Outrider devait pouvoir tenir dans deux véhicules rapides légers avec remorque et être embarquable dans un seul et unique cargo tactique C-130 Hercules. Le contrat initial portait sur la fourniture de 6 systèmes complets (4 drones UAV et 2 stations roulantes par système) et 8 drones de rechange pour compenser éventuellement les pertes en opérations.
L’Outrider se présentait comme un biplan à ailes en tandem reliées par une cloison de bout d’aile, solution offrant une excellente portance et une faible trainée. L’appareil reposait sur un train tricycle fixe mais dispose d’un parachute permettant une récupération d’urgence. Équipé d’un système de navigation GPS, il était autonome, et un système de bi-bande permettait la transmission des commandes comme celle des données des capteurs. En cas de perte de liaison avec le poste de commande l’Outrider pouvait revenir seul à son point de départ.

## Le programme
Dès son démarrage, le programme Outriger connut des retards, principalement liés à la nécessité de concevoir un fuselage en aluminium. En effet le Hellfox, réalisé en matériaux composites, laissait une trace électro-magnétique trop importante, ce qui rendait sa détection très facile. Le premier vol n’eut donc lieu qu’en mars 1997, mais le prototype était trop lourd pour son moteur McCulloch 4318F et ses performances insuffisantes. Il fallut donc le remotoriser et une nouvelle version de l’appareil à moteur UEL AR-801R rotatif et fuselage légèrement allongé prit l’air en novembre 1997. Une accélération du programme de développement permit de livrer en avril 1998 un système complet à l’US Army pour évaluation. En octobre 1998 la Navy et le Marine Corps se retirèrent du programme, jugé couteux et peu performant, pour lancer un nouveau programme qui aboutit au RQ-8 Fire Scout.
Début 1999 l’Outrider fut officiellement désigné RQ-6A, mais l’US Army prit la décision de comparer ce système avec le RQ-7A Shadow 200 d’AAI Corp. Ce dernier offrant de meilleures possibilités, le programme Outrider fut abandonné fin 1999 après la réalisation de 20 Outrider, dont 10 RQ-6A.